# Abdelaziz Guechir
Abdelaziz Guechir (ur. 6 kwietnia 1968) – algierski piłkarz występujący na pozycji pomocnika.

## Kariera klubowa
W swojej karierze występował między innymi w pierwszoligowym zespole CA Batna, a także w drugoligowym JSM Skikda.

## Kariera reprezentacyjna
W latach 1995–1996 w reprezentacji Algierii  rozegrał 5 spotkań i zdobył 2 bramki. W 1996 roku został powołany do kadry na Puchar Narodów Afryki. Wystąpił na nim w meczu z Burkina Faso (2:1), a Algieria zakończyła turniej na ćwierćfinale.